# Ли Юйвэй
Ли Юйвэ́й (кит. упр. 李玉伟, пиньинь Lǐ Yùwěi, р.20 июля 1965) — китайский стрелок, олимпийский чемпион и чемпион мира.

## Биография
Ли Юйвэй родился в 1965 году в Шэньяне провинции Ляонин. Когда муж старшей сестры ходил в лес, то часто брал с собой маленького Юйвэя и давал ему пострелять из пневматической винтовки. В 14 лет Ли Юйвэй поступил в Спортивное училище сухопутных войск и официально начал заниматься стрельбой. В 1981 году он уже представлял провинцию Ляонин на всекитайских молодёжных соревнованиях по стрельбе, где занял первое место.
В 1983 году Ли Юйвэй завоевал первое место на всекитайском первенстве и был отобран в национальную сборную. В 1984 году на Олимпийских играх в Лос-Анджелесе он завоевал золотую медаль в стрельбе из малокалиберной винтовки по движущейся мишени на дистанции 50 м. В 1986 году он завоевал золотую медаль чемпионата мира.